# Чемпіонат УСРР з футболу 1934
Чемпіонат УСРР з футболу 1934 — дев'ятий чемпіонат УСРР з футболу, який проходив з 18 по 30 вересня. У турнірі брали участь команди Вінниці, Києва, Дніпропетровська, Харкова, Чернігова, Одеси, Горлівки, а також команда Молдавської АРСР. Чемпіоном УСРР увосьме стала команда міста Харкова.

## 1/4 фіналу
- Київ — Дніпропетровськ 6:0.
- Молдавська АССР — Вінниця 0:7.
- Харків — Чернігів 10:2.
- Одеса — Донбас (Горлівка) 5:2.

## 1/2 фіналу
- Вінниця — Київ 0:4.
- Харків — Одеса 7:0.

## Фінал
- Київ — Харків 0:1.

Збірна Харкова: Москвін, Кирилов, К. Фомін, М. Фомін, В. Фомін, Шведов, Куликов, Лесной, Зуб, Паровишников, Привалов.